# 特倫甘納邦化工廠爆炸事故
印度標準時間2025年6月30日，印度特倫甘納邦森加雷迪帕什米拉拉姆的Sigachi工業有限公司化工廠發生嚴重爆炸，導致36人死亡、34人受傷。

## 事件
事件發生在位於印度特倫甘納邦，由Sigachi工業有限公司擁有的工廠。該廠主要生產微晶纖維素，為製藥常用原料，佔公司整體產能約四分之一。
事發當日上午約9時，廠內負責將原料加工成藥用細粉的噴霧乾燥機突然爆炸，造成建築物全面倒塌，並嚴重破壞附近結構。當時有超過140名員工在場，爆炸當場令34人死亡，另有34人受傷，及後再有2人在醫院不治。由於部分遺體嚴重燒焦，當局需要進行DNA檢測確認身份。此次爆炸被視為特倫甘納歷來最嚴重的工業災難。

## 反應
印度總理納倫德拉·莫迪與特倫甘納邦首席部長列萬特·雷迪分別宣佈，會向每名死者家屬發放20萬盧比（約2400美元）賠償金，並向每名傷者提供5萬盧比（約590美元）補助。當地政府亦已成立專責小組展開調查。

## 調查
公司否認事件是由反應器爆炸引起。由於設備和建築結構損毀嚴重，廠房已暫停營運90天。到翌日，Sigachi工業股價下跌18%。
當局已對Sigachi工業管理層提出控告，公司亦表示會進行全面現場評估。根據一名死者家屬提交的投訴，工人曾多次向管理層反映使用過時設備的問題，但並未獲得重視。根據特倫甘納消防部門指出，該廠缺乏基本安全設施，包括火警警報器和熱感測器。